# Epilampra acutipennis
Epilampra acutipennis är en kackerlacksart som först beskrevs av Jean Guillaume Audinet Serville 1839.  Epilampra acutipennis ingår i släktet Epilampra och familjen jättekackerlackor. Inga underarter finns listade i Catalogue of Life.